# Sarliac-sur-l'Isle
Sarliac-sur-l'Isle là một xã, nằm ở tỉnh Dordogne vùng Aquitaine của Pháp. Xã này có diện tích 9,57 kilômét vuông, dân số năm 2005 là 978 người. Xã nằm ở khu vực có độ cao trung bình 102 m trên mực nước biển.

## Thông tin nhân khẩu
| Năm    | 1962 | 1968 | 1975 | 1982 | 1990 | 1999 | 2005 |
| ------ | ---- | ---- | ---- | ---- | ---- | ---- | ---- |
| Dân số | 341  | 414  | 561  | 730  | 798  | 885  | 978  |